# Cherré (Sarthe)
 Cherré  es una comuna y población de Francia, en la región de Países del Loira, departamento de Sarthe, en el distrito de Mamers y cantón de La Ferté-Bernard.
Su población en el censo de 1999 era de 1.285 habitantes.
Está integrada en la Communauté de communes du Pays de l'Huisne Sarthoise .

## Demografía
| 578 | 564 | 528 | 1075 | 1220 | 1285 |
| Para los censos de 1962 a 1999 la población legal corresponde a la población sin duplicidades (Fuente: INSEE [Consultar]) |     |     |      |      |      |